# Cazalegas
Cazalegas ist ein Ort und eine Gemeinde (Municipio) im Nordosten der Provinz Toledo in Spanien mit 2.098 Einwohnern (Stand: 2024). 

## Lage
Cazalegas liegt etwa 85 Kilometer westnordwestlich von Toledo in einer Höhe von ca. 440 m. Durch die Gemeinde verläuft die Autovía A-5. Im Nordosten liegt der aufgestaute Río Alberche (Stausee Embalse de Cazalegas). In Cazalegas herrscht ein kontinentales Klima mit extremen Temperaturen und starken Amplituden. Die Niederschläge sind sehr unregelmäßig und selten, meist im Herbst und Frühling konzentriert.

## Bevölkerungsentwicklung
| Jahr      | 1970 | 1981 | 1991 | 2001 | 2011 | 2021 |
| Einwohner | 1339 | 1143 | 1124 | 1178 | 1842 | 1854 |

Trotz der zunehmenden Mechanisierung der Landwirtschaft und der Aufgabe bäuerlicher Kleinbetriebe ist die Bevölkerung – hauptsächlich durch Zuwanderung – seit den 2000er Jahren deutlich angestiegen.

## Sehenswertes
- Vinzenzkirche (Iglesia de San Vicente Mártir)

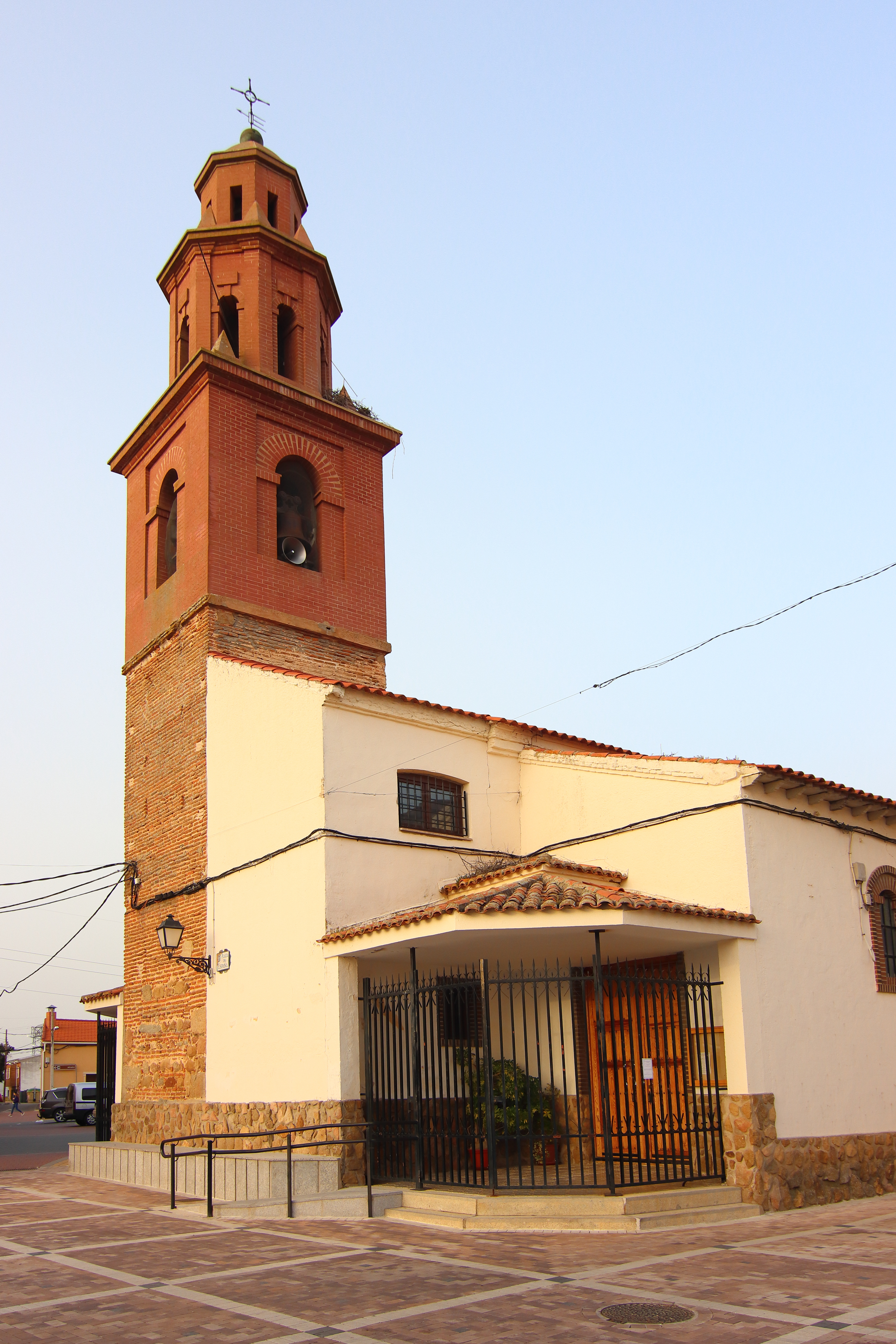
Vinzenzkirche
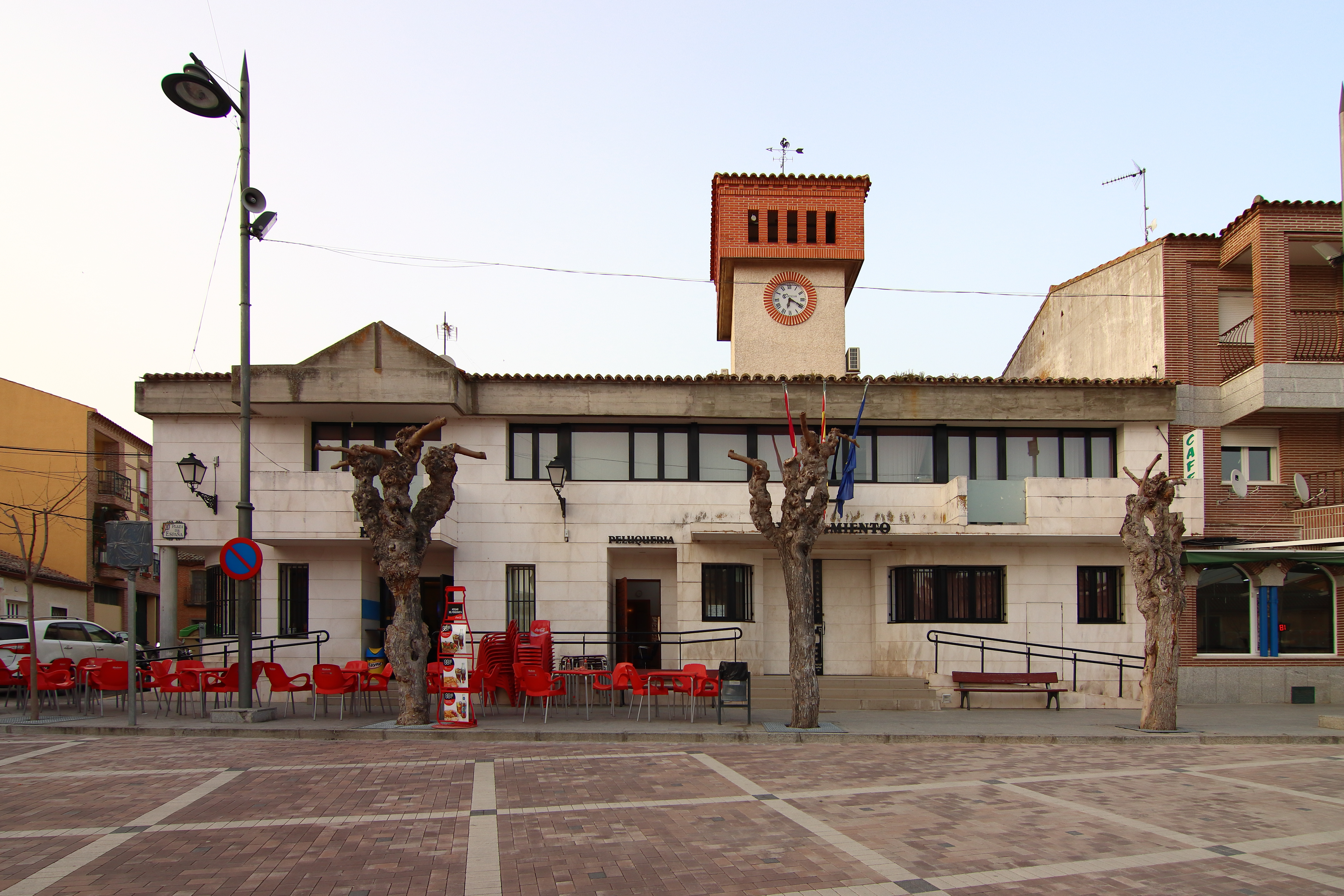
Rathaus